# Ole Distribution
Ole Distribution é uma empresa que programa e distribui canais de televisão por assinatura para a América Latina e o Caribe. É um empreendimento conjunto pertencente à Warner Bros. Discovery e à Ole Communications. 
Foi formada após a aquisição da participação da Ole na HBO Latin America e na HBO Brasil pela WarnerMedia. A Ole Distribution foi então criada para distribuir os canais básicos até então distribuídos pela HBO Latin America.

## Canais
| Parceria                 | Canal                   | Notas                |
| América Hispânica        | América Hispânica       | América Hispânica    |
| ------------------------ | ----------------------- | -------------------- |
| A+E Networks             | A&E                     |                      |
| A+E Networks             | History                 |                      |
| A+E Networks             | H2                      |                      |
| A+E Networks             | Lifetime                |                      |
| NBCUniversal             | Universal TV            | Exceto para o Brasil |
| NBCUniversal             | Studio Universal        | Exceto para o Brasil |
| NBCUniversal             | USA Network             | Exceto para o Brasil |
| NBCUniversal             | E!                      |                      |
| NBCUniversal             | DreamWorks Channel      |                      |
| NBCUniversal             | Telemundo Internacional | Exceto para o México |
| Sony Pictures Television | Sony Channel            |                      |
| Sony Pictures Television | Sony Movies             |                      |
| Sony Pictures Television | AXN                     |                      |
| Brasil                   |                         |                      |
| A+E Networks             | A&E                     |                      |
| A+E Networks             | History                 |                      |
| A+E Networks             | H2                      |                      |
| A+E Networks             | Lifetime                |                      |
| NBCUniversal             | E!                      |                      |
| NBCUniversal             | DreamWorks Channel      |                      |
| Sony Pictures Television | Sony Channel            |                      |
| Sony Pictures Television | Sony Movies             |                      |
| Sony Pictures Television | AXN                     |                      |